# Carlo Cavalli (1923-1995)
Carlo Cavalli (Genova, 23 aprile 1923 – Genova, 22 maggio 1995) è stato un politico italiano.

## Biografia
Esponente del Partito Comunista Italiano, nel 1968 viene eletto Senatore per la V Legislatura e poi nel 1972 è confermato anche per la VI legislatura, sempre nella Circoscrizione Liguria. Conclude il proprio mandato parlamentare nel 1976.